# Fuente de las Tarascas
La Fuente de las Tarascas, también conocida como Fuente de la Fertilidad, es una fuente, escultura y monumento instalado en Morelia, Michoacán, México. La obra original fue creada por Antonio Silva Díaz y Benigno Lara y fue instalada en 1931 en la intersección de la Avenida Francisco I. Madero y Avenida Acueducto, en el centro histórico de la ciudad. La fuente tenía tres coloridas estatuas de hormigón que representaban a tres mujeres arrodilladas con el torso desnudo sosteniendo una canasta de frutas. La escultura fue sustituida en 1965 por otra obra.
En 1984 se instaló una obra similar, pero esculpida en bronce por José Luis Padilla Retana, donde antes se ubicaba la escultura original. Presenta el mismo tema, pero ahora se cree que representa a tres princesas purépechas (conocidas externamente como «tarascos») llamadas Atzimba, Eréndira y Tzetzangari. Al igual que la obra original, están con el torso desnudo y sostienen una canasta de frutas regionales.

## Historia y descripción

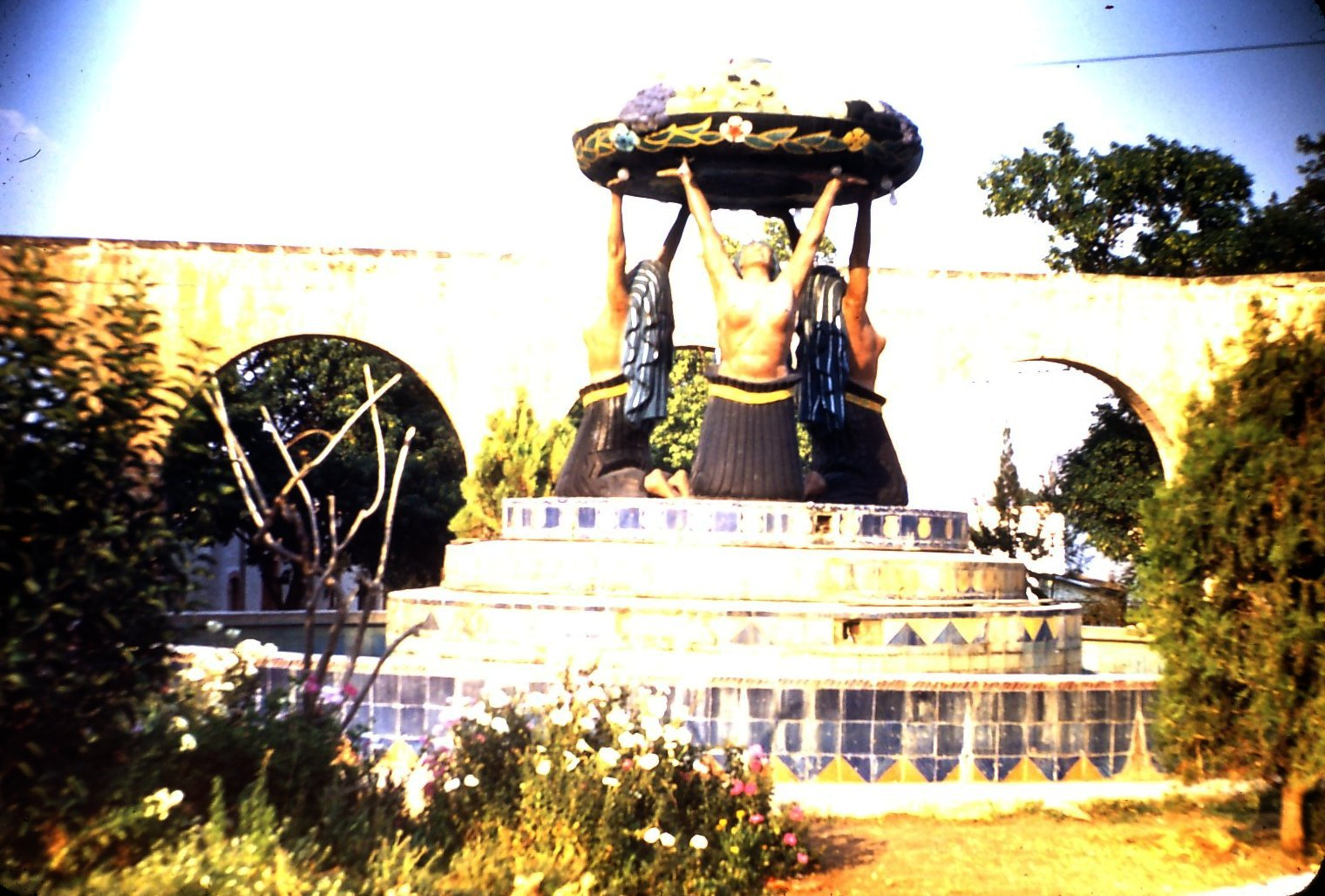
La fuente original en 1948.

La fuente original se instaló junto al acueducto de la ciudad en octubre de 1931 y presentaba una colorida escultura de hormigón. Fue una obra de Antonio Silva Díaz y Benigno Lara. Mostraba a tres mujeres arrodilladas con el torso desnudo sosteniendo una canasta de frutas. Llevaban rebozos azules en la cabeza y faldas del mismo color. El significado de la obra nunca fue explicado y nunca recibieron un nombre oficial. Los ciudadanos comúnmente se referían a ellas como «Fuente de las Indias», pero el gobierno luego las promovió como la «Fuente de las Tarascas» en honor al grupo indígena que se encuentra en el estado de Michoacán. Las esculturas recibieron críticas por estar desnudas. El 25 de agosto de 1965 las esculturas fueron retiradas y transportadas a las oficinas del Tesoro del Estado, 800 m lejos de su ubicación original. Fueron removidos por considerar el presidente municipal, Fernando Ochoa Ponce, que no estaban en sintonía con la zona y carecían de valor o significado. Fueron reemplazadas por una fuente llamada El Huarache de Ángel Díaz. Desde 1967, la escultura original se encuentra ubicada en Expo Feria Morelia. En algún momento, la feria cambió de ubicación y la escultura fue trasladada al nuevo sitio. Sin embargo, el frutero sufrió daños permanentes. Fue reemplazado por una versión más pequeña.
Debido a la impopularidad de El Huarache, entre 1983 y 1984, se solicitó a José Luis Padilla Retana esculpir estatuas similares a las originales. Presentan a tres mujeres con el torso desnudo que se especula que representan a las princesas purépechas Atzimba, Eréndira y Tzetzangari. Según las leyendas, Atzimba fue exiliada luego de enamorarse de un explorador español; Eréndira fue una líder y una heroína que luchó contra los conquistadores españoles; Tzetzangari llenó el Lago de Zirahuén con sus lágrimas. Sus rostros están basados en el de una mujer de Yunuén, Michoacán, mientras que sus cuerpos fueron inventados por Padilla Retana. Sostienen una canasta de frutas regionales (entre ellas manzanas, maíz y aguacates) que elevan al cielo como signo de prosperidad, abundancia y fertilidad de la tierra y la humanidad. Las estatuas fueron instaladas el 18 de mayo de 1984. El reemplazo se pagó con donaciones de la gente. En cambio, El Huarache fue trasladado a un jardín en la colonia Lomas Hidalgo, en Morelia.

## Impacto

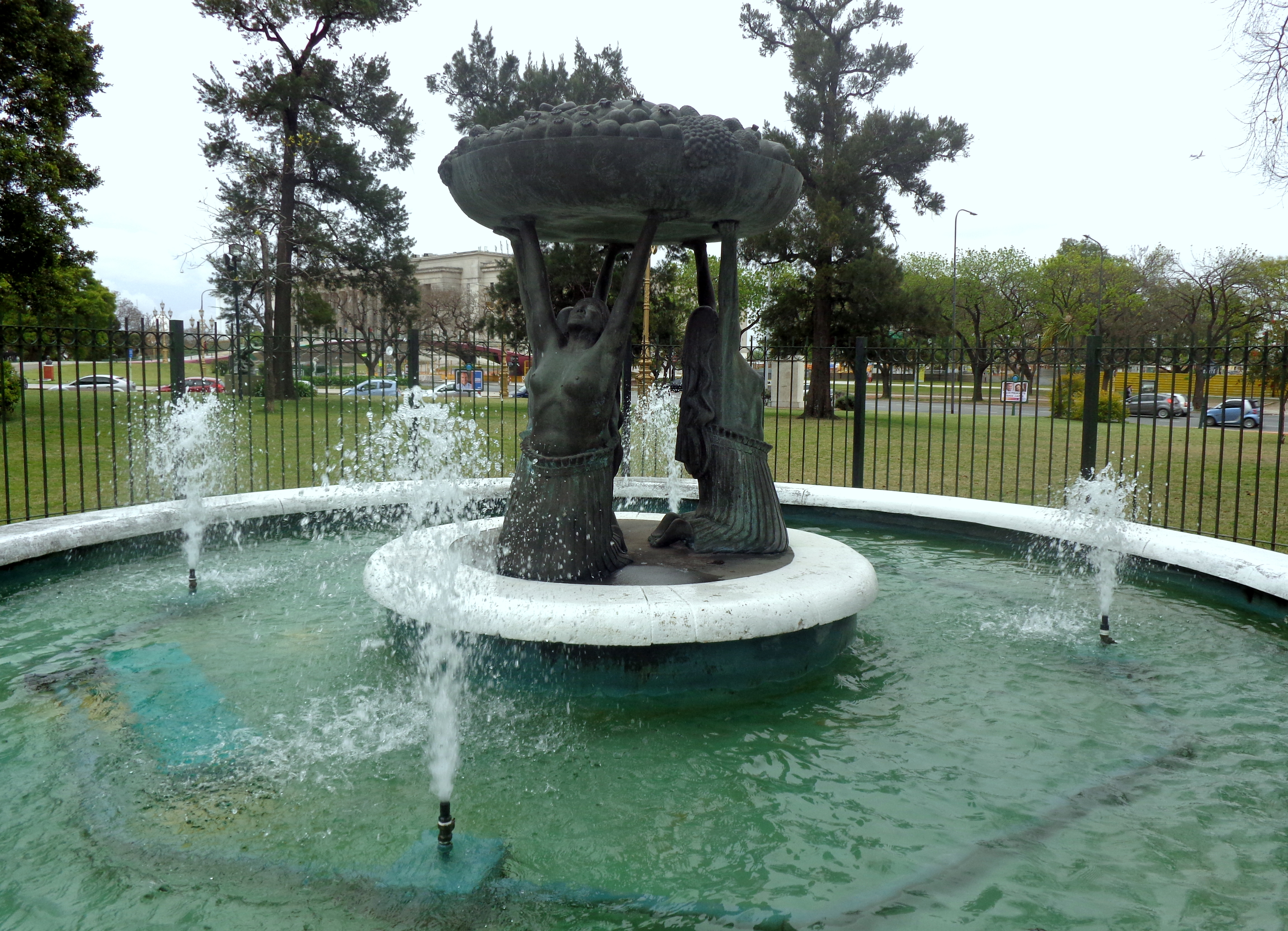
La réplica en 2015.

Luego de su instalación en 1984, la fuente se convirtió en un hito y uno de los lugares más emblemáticos de Morelia. El gobierno del estado donó una réplica realizada por José de los Santos Sánchez Martínez al gobierno de Buenos Aires, Argentina, la cual fue instalada el 17 de diciembre de 1998.
En 2016 se publicó un libro llamado Las Tarascas. Se basa en una investigación realizada por Elsa María Zertuche Zapata sobre la historia de la fuente moderna, desde su instalación donde reemplazó a una estatua anterior, los rumores del robo de una de las esculturas, así como el impacto político de las esculturas.
Debido a su ubicación, la fuente recibe constante vandalismo y es lugar frecuente de protestas.